# Schloss Meung-sur-Loire

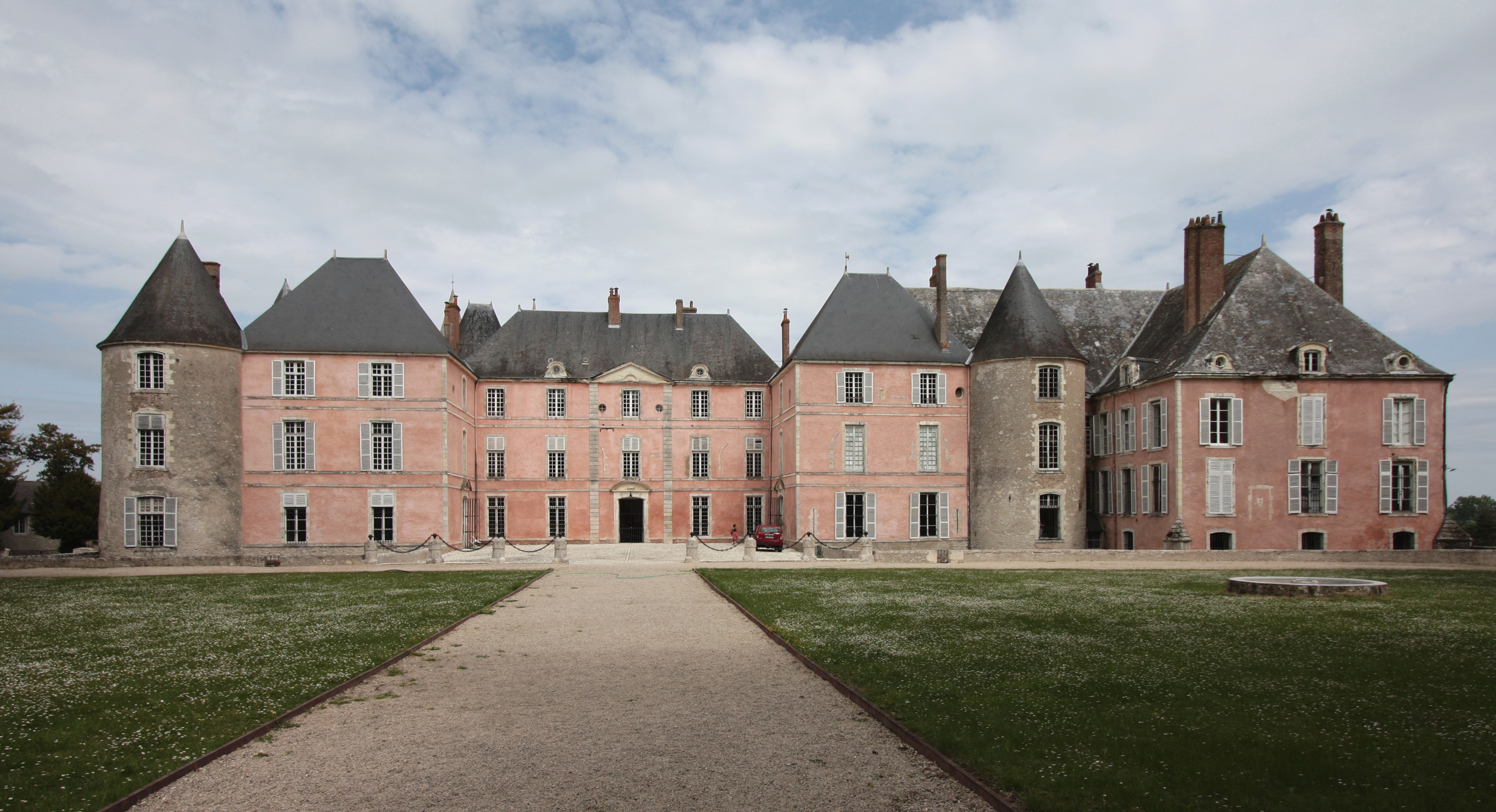
Schloss Meung-sur-Loire – Parkseite

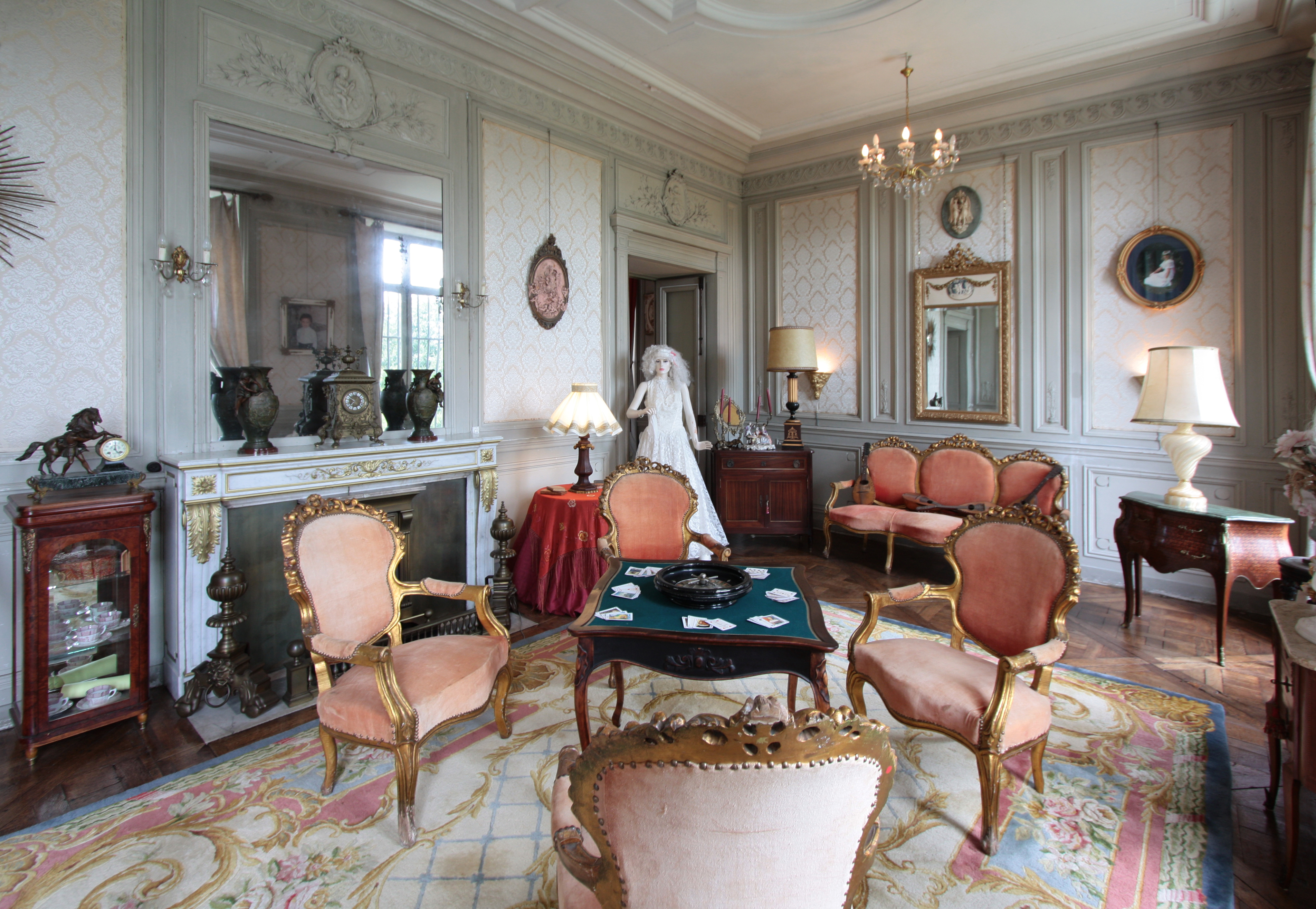
Schloss Meung-sur-Loire – Salon

Schloss Meung-sur-Loire ist ein Loireschloss in der Ortschaft Meung-sur-Loire im Département Loiret der Region Centre-Val de Loire in Frankreich, etwa 20 Kilometer westlich von Orléans.
Schloss Meung-sur-Loire liegt in der Ortsmitte auf einem kleinen Hügel an der Loire. Ursprünglich stand hier eine mittelalterliche Burg, die 1101 von Ludwig Vl., dem Dicken, belagert wurde und die über mehrere Generationen im Besitz der Familie Meung blieb. Der letzte der Linie war Jean de Meung, der durch seine Fortsetzung und Beendigung des von Guillaume de Lorris begonnenen Rosenromans (Roman de la Rose) bekannt wurde.
Vom 12. bis 18. Jahrhundert diente das Schloss als Residenz der Bischöfe von Orléans. Während des Hundertjährigen Krieges besetzten es die Engländer, wurden jedoch am 14. Juni 1429 von Jeanne d’Arc wenige Wochen nach der Befreiung von Orléans auch aus dieser Stellung vertrieben. 1461 war François Villon bischöflicherseits für mehrere Monate lang im Schloss eingekerkert. Er wäre fast gehängt worden, hätte ihn nicht der eben gekrönte König Ludwig XI. anlässlich eines Besuches begnadigt.
Im 17. Jahrhundert wurde das Schloss aufgegeben und verfiel. Ludwig XIV. bot schließlich dem Bischof Louis-Gaston Fleuriau d’Armenonville eine größere Geldsumme für den Erhalt des Anwesens. Die daraufhin durchgeführten Umbauarbeiten und Erweiterungen ließen die alten Türme und das ursprüngliche Hauptgebäude unangetastet.
Der spanische Aufklärer, Politiker und Autor Pablo de Olavide hatte sich in der Zeit der Terrorherrschaft, la Terreur während der französischen Revolution von 1791 bis zu seiner Verhaftung im Jahre 1794 hier zurückgezogen.
1791 ersteigerte Baron Jean-Jacques Lecoulteux, späterer Gründer der Banque de France und Bürgermeister von Meung, das Schloss, dessen Inneres im 19. Jahrhundert radikal verändert wurde. Heute ist in den unterschiedlich ausgestatteten 21 Räumen Mobiliar aus verschiedenen Stilepochen zu sehen.